# ローシャムパーク
ローシャムパーク（欧字名:Rousham Park 香:利森名園、2019年2月10日 - ）は、日本の競走馬。主な勝ち鞍は2023年の函館記念、オールカマー。
馬名の意味は、イギリスの風景式庭園。

## 戦績

### 2歳（2021年）
9月4日に新潟競馬場で行われた2歳新馬戦に、菅原明良を鞍上に迎えデビュー。レースでは最後の直前まで後方で待機し、他の馬に塗れながらも2着で入線した。続く11月20日に東京競馬場で行われた未勝利戦に、今度はクリストフ・ルメールを鞍上に迎えた。1番人気で迎えたレースではレコードで流れる速いペースの中、差し脚を活かすも2着となった。

### 3歳（2022年）
緒戦の未勝利戦も、1番人気で迎えた。レースでは前走とは違い先頭で進め、2着に4馬身差をつけて人気に応えた。続く4月16日に中山競馬場で行われた1勝クラスの山藤賞では、レース中盤までは中団に控え、3コーナーで先頭に立ち7馬身差の圧勝劇を見せた。そして、初の重賞となるセントライト記念（GII）に出走。2番人気で迎えたレースではレース終盤まで中団に控え、直線で差し脚を見せたものの優勝したガイアフォースと後の菊花賞馬アスクビクターモアに迫れず3着となった。その後は年末まで休養した。

### 4歳（2023年）
緒戦の2勝クラスに、今度は戸崎圭太を鞍上に迎えた。1番人気で迎えたレースでは先行の位置で進み、3コーナーから徐々に先頭との距離を縮め、直線で差し切って1着となった。続く3月19日に行われた3勝クラスのスピカステークスでは、4コーナーで先頭に迫る競馬をするものの、後方から他馬に抜かされ5着に敗れた。5月28日に行われたむらさき賞では、ダミアン・レーンを鞍上に迎えた。レースでは中団の位置で進み、直線で前を行く他馬を差し切り、オープン入りを決めた。
そして7月16日に函館競馬場で行われた函館記念（GIII）に出走。鞍上は再びルメールに戻った。1番人気で迎えたレースでは中団から脚を伸ばし、好位から脚を伸ばしたルビーカサブランカを差し切り2馬身差をつけ優勝。2連勝で重賞初制覇を果たした。鞍上のルメールは「ミドルポジションでいけました。馬が冷静に走ってくれて、3～4コーナーでは彼のいい脚を使うことができました。たくさんの応援で直線は馬が頑張ってくれました。まだ4歳ですけど、だんだん強くなってきました。大きな馬なので、まだ伸びしろがありますね。」と語った。
続いて9月24日に中山競馬場で行われたオールカマーに出走。道中は5番手で運び直線で外に進路を取ると、一気に末脚を伸ばして逃げるタイトルホルダーを差し切り、重賞2連勝を飾った。

## 競走成績
以下の内容は、JBISサーチ、netkeiba.com、香港ジョッキークラブ、Equibaseおよびレーシング・ポストの情報に基づく。
| 競走日     | 競馬場         | 競走名           | 格   | 距離（馬場）  | 頭 数 | 枠 番 | 馬 番 | オッズ （人気） | 着順 | タイム （上がり3F） | 着差  | 騎手          | 斤量 [kg] | 1着馬（2着馬）         | 馬体重 [kg] |
| ---------- | -------------- | ---------------- | ---- | ------------- | ----- | ----- | ----- | --------------- | ---- | ------------------- | ----- | ------------- | --------- | ---------------------- | ----------- |
| 2021.09.04 | 新潟           | 2歳新馬          |      | 芝2000m（稍） | 10    | 3     | 3     | 008.00（3人）   | 02着 | R2:05.1（35.4）     | -0.3  | 0菅原明良     | 54        | キャンデセント         | 486         |
| 0000.11.20 | 東京           | 2歳未勝利        |      | 芝2000m（良） | 14    | 7     | 11    | 002.90（1人）   | 02着 | R1:59.3（34.1）     | -0.1  | 0C.ルメール   | 55        | ジュンブロッサム       | 480         |
| 2022.02.13 | 東京           | 3歳未勝利        |      | 芝1800m（良） | 16    | 2     | 3     | 001.40（1人）   | 01着 | R1:47.3（34.9）     | -0.7  | 0C.ルメール   | 56        | （ロジマンボ）         | 488         |
| 0000.04.16 | 中山           | 山藤賞           | 1勝  | 芝2000m（稍） | 9     | 8     | 8     | 001.70（1人）   | 01着 | R2:00.3（35.6）     | -1.1  | 0C.ルメール   | 56        | （レッドランメルト）   | 488         |
| 0000.09.19 | 中山           | セントライト記念 | GII  | 芝2200m（稍） | 13    | 1     | 1     | 004.90（2人）   | 03着 | R2:12.3（35.0）     | -0.5  | 0C.ルメール   | 56        | ガイアフォース         | 494         |
| 2023.01.05 | 中山           | 4歳上2勝クラス   |      | 芝2000m（良） | 14    | 1     | 1     | 001.40（1人）   | 01着 | R2:00.2（34.8）     | -0.2  | 0戸崎圭太     | 57        | （ボーンディスウェイ） | 502         |
| 0000.03.19 | 中山           | スピカS          | 3勝  | 芝1800m（重） | 16    | 5     | 10    | 001.40（1人）   | 05着 | R1:49.2（36.5）     | -0.6  | 0戸崎圭太     | 58        | ノースザワールド       | 500         |
| 0000.05.28 | 東京           | むらさき賞       | 3勝  | 芝1800m（良） | 17    | 3     | 5     | 003.10（1人）   | 01着 | R1:45.1（33.3）     | -0.1  | 0D.レーン     | 57        | （グランディア）       | 506         |
| 0000.07.16 | 函館           | 函館記念         | GIII | 芝2000m（稍） | 16    | 5     | 9     | 004.10（1人）   | 01着 | R2:01.4（35.8）     | -0.4  | 0C.ルメール   | 56        | （ルビーカサブランカ） | 500         |
| 0000.09.24 | 中山           | オールカマー     | GII  | 芝2200m（良） | 15    | 7     | 13    | 005.60（4人）   | 01着 | R2:12.0（35.0）     | -0.2  | 0C.ルメール   | 57        | （タイトルホルダー）   | 496         |
| 0000.12.10 | 沙田           | 香港C            | G1   | 芝2000m（Gd） | 11    | 11    | 4     | 008.40（3人）   | 08着 | R2:02.76（34.80）   | -0.76 | 0D.レーン     | 57        | Romantic Warrior       | 502         |
| 2024.03.31 | 阪神           | 大阪杯           | GI   | 芝2000m（良） | 16    | 1     | 2     | 006.00（3人）   | 02着 | R1:58.2（34.9）     | -0.0  | 0戸崎圭太     | 58        | ベラジオオペラ         | 504         |
| 0000.06.23 | 京都           | 宝塚記念         | GI   | 芝2200m（重） | 13    | 7     | 10    | 010.50（4人）   | 05着 | R2:12.9（35.3）     | -0.9  | 0戸崎圭太     | 58        | ブローザホーン         | 506         |
| 0000.10.06 | 東京           | 毎日王冠         | GII  | 芝1800m（良） | 14    | 6     | 9     | 003.70（2人）   | 10着 | R1:45.6（33.3）     | -0.5  | 0戸崎圭太     | 57        | シックスペンス         | 502         |
| 0000.11.02 | デルマー       | BCターフ         | G1   | 芝12F（Fm）   | 13    | 1     | 1     | 022.10（8人）   | 02着 | R2:26.0             | -0.0  | 0C.ルメール   | 57        | Rebel's Romance        | 計不        |
| 0000.12.22 | 中山           | 有馬記念         | GI   | 芝2500m（良） | 15    | 3     | 6     | 017.20（7人）   | 07着 | R2:32.3（35.2）     | -0.5  | 0T.マーカンド | 58        | レガレイラ             | 506         |
| 2025.04.12 | ランドウィック | 豪QES            | G1   | 芝2000m（稍） | 13    |       | 2     | 006.10（2人）   | 06着 | R2:01.2             | -     | 0C.ルメール   | 59        | Via Sistina            | 計不        |
| 0000.06.15 | 阪神           | 宝塚記念         | GI   | 芝2200m（稍） | 17    | 2     | 3     | 028.00（9人）   | 15着 | R2:13.8（37.8）     | -2.7  | 0菱田裕二     | 58        | メイショウタバル       | 498         |

- 海外の競走の「枠番」欄にはゲート番を記載
- 海外のオッズ・人気は現地のもの（日本式のオッズ表記とした）
- 競走成績は2025年6月15日現在

## 血統表
| ローシャムパークの血統          | ローシャムパークの血統             | ローシャムパークの血統     | （血統表の出典）           | （血統表の出典）  |
| 父系                            | デインヒル系（ダンジグ系）         | デインヒル系（ダンジグ系） | デインヒル系（ダンジグ系） | [ § 2 ]           |
| 父 *ハービンジャー 鹿毛 2006    | 父の父Dansili 黒鹿毛 1996          | *デインヒル                | Danzig                     | Danzig            |
| 父 *ハービンジャー 鹿毛 2006    | 父の父Dansili 黒鹿毛 1996          | *デインヒル                | Razyana                    |                   |
| 父 *ハービンジャー 鹿毛 2006    | 父の父Dansili 黒鹿毛 1996          | Hasili                     | Kahyasi                    | Kahyasi           |
| 父 *ハービンジャー 鹿毛 2006    | 父の父Dansili 黒鹿毛 1996          | Hasili                     | Kerali                     |                   |
| 父 *ハービンジャー 鹿毛 2006    | 父の母Penang Pearl 鹿毛 1996       | Bering                     | Arctic Tern                | Arctic Tern       |
| 父 *ハービンジャー 鹿毛 2006    | 父の母Penang Pearl 鹿毛 1996       | Bering                     | Beaune                     |                   |
| 父 *ハービンジャー 鹿毛 2006    | 父の母Penang Pearl 鹿毛 1996       | Guapa                      | Shareef Dancer             | Shareef Dancer    |
| 父 *ハービンジャー 鹿毛 2006    | 父の母Penang Pearl 鹿毛 1996       | Guapa                      | Sauceboat                  |                   |
| 母 レネットグルーヴ 黒鹿毛 2010 | 母の父キングカメハメハ 鹿毛 2001   | Kingmambo                  | Mr. Prospector             | Mr. Prospector    |
| 母 レネットグルーヴ 黒鹿毛 2010 | 母の父キングカメハメハ 鹿毛 2001   | Kingmambo                  | Miesque                    |                   |
| 母 レネットグルーヴ 黒鹿毛 2010 | 母の父キングカメハメハ 鹿毛 2001   | *マンファス                | *ラストタイクーン          | *ラストタイクーン |
| 母 レネットグルーヴ 黒鹿毛 2010 | 母の父キングカメハメハ 鹿毛 2001   | *マンファス                | Pilot Bird                 |                   |
| 母 レネットグルーヴ 黒鹿毛 2010 | 母の母イントゥザグルーヴ 鹿毛 2001 | *サンデーサイレンス        | Halo                       | Halo              |
| 母 レネットグルーヴ 黒鹿毛 2010 | 母の母イントゥザグルーヴ 鹿毛 2001 | *サンデーサイレンス        | Wishing Well               |                   |
| 母 レネットグルーヴ 黒鹿毛 2010 | 母の母イントゥザグルーヴ 鹿毛 2001 | エアグルーヴ               | *トニービン                | *トニービン       |
| 母 レネットグルーヴ 黒鹿毛 2010 | 母の母イントゥザグルーヴ 鹿毛 2001 | エアグルーヴ               | ダイナカール               |                   |
| 母系(F-No.)                     | (FN:8-f)                           | (FN:8-f)                   | (FN:8-f)                   | [ § 3 ]           |
| 5代内の近親交配                 | Northern Dancer 5×5                | Northern Dancer 5×5        | Northern Dancer 5×5        | [ § 4 ]           |
| 出典                            | 1. 2. 3. 4.                        | 1. 2. 3. 4.                | 1. 2. 3. 4.                | 1. 2. 3. 4.       |

- 日本の名門牝系の一つであるパロクサイド系の出身で、4代母ダイナカールと3代母エアグルーヴは共に優駿牝馬を制している。
- 祖母イントゥザグルーヴのきょうだいにアドマイヤグルーヴ、フォゲッタブル、ルーラーシップ、グルヴェイグ。
- 母レネットグルーヴのいとこにドゥラメンテ、アンドヴァラナウト、レッドモンレーヴ
- そのほかの近親にグルーヴィット、ジュンライトボルト